# Cutáquia (província)
Cutáquia (em turco: Kütahya) é uma província do oeste da Turquia, situada na região do Egeu, com capital na cidade homónima. Tem 11 634 km² de área e em dezembro de 2021 tinha 578 640 habitantes (densidade: 49,7 hab./km²).